# Campionato europeo femminile under 17 di pallavolo 2018
Il campionato europeo femminile under 17 di pallavolo 2018 si è svolto dal 13 al 21 aprile 2018 a Sofia, in Bulgaria: al torneo hanno partecipato dodici squadre nazionali under 17 europee e la vittoria finale è andata per la quarta volta, la terza consecutiva, alla Russia.

## Qualificazioni
Al torneo hanno partecipato: la nazionale del paese organizzatore e undici nazionali qualificate tramite il torneo di qualificazione.

## Impianti
|                                                                  |                                                               |  |
|                                                                  |                                                               |  |
| Arena Armeec Città: Sofia Capienza: 12 500 Anno d'apertura: 2011 | Hristo Botev Hall Città: Sofia Capienza: - Anno d'apertura: - |  |

## Regolamento

### Formula
Le squadre hanno disputato una prima fase a gironi con formula del girone all'italiana; al termine della prima fase:
- Le prime due classificate di ogni girone hanno acceduto alla fase finale per il primo posto strutturata in semifinali, finale per il terzo posto e finale.
- La seconda e la terza classificata di ogni girone hanno acceduto alla finale per il quinto posto strutturata in semifinali, finale per il settimo posto e finale per il quinto posto.

### Criteri di classifica
Se il risultato finale è stato di 3-0 o 3-1 sono stati assegnati 3 punti alla squadra vincente e 0 a quella sconfitta, se il risultato finale è stato di 3-2 sono stati assegnati 2 punti alla squadra vincente e 1 a quella sconfitta.
L'ordine del posizionamento in classifica è stato definito in base a:
- Numero di partite vinte;
- Punti;
- Ratio dei set vinti/persi;
- Ratio dei punti realizzati/subiti;
- Risultati degli scontri diretti.

## Squadre partecipanti
| Squadra     | Qualificazione                            | Ultima partecipazione |
| ----------- | ----------------------------------------- | --------------------- |
| Bielorussia | 1ª al torneo di qualificazione (girone H) | Paesi Bassi 2017      |
| Bulgaria    | Paese organizzatore                       | Paesi Bassi 2017      |
| Germania    | 2ª al torneo di qualificazione (girone H) | Paesi Bassi 2017      |
| Italia      | 1ª al torneo di qualificazione (girone B) | Paesi Bassi 2017      |
| Paesi Bassi | 2ª al torneo di qualificazione (girone E) | Paesi Bassi 2017      |
| Romania     | 1ª al torneo di qualificazione (girone A) | Paesi Bassi 2017      |
| Russia      | 1ª al torneo di qualificazione (girone D) | Paesi Bassi 2017      |
| Serbia      | 1ª al torneo di qualificazione (girone E) | Paesi Bassi 2017      |
| Slovenia    | 1ª al torneo di qualificazione (girone C) | Paesi Bassi 2017      |
| Turchia     | 1ª al torneo di qualificazione (girone G) | Paesi Bassi 2017      |
| Ucraina     | 1ª al torneo di qualificazione (girone F) | Turchia 2011          |
| Ungheria    | 2ª al torneo di qualificazione (girone G) | Paesi Bassi 2009      |

## Torneo

### Fase a gironi
| Girone I    | Girone II   |
| ----------- | ----------- |
| Bielorussia | Germania    |
| Bulgaria    | Italia      |
| Russia      | Paesi Bassi |
| Serbia      | Romania     |
| Slovenia    | Turchia     |
| Ungheria    | Ucraina     |

#### Girone I

##### Risultati
| 13 aprile 2018 Hristo Botev Hall, Sofia Durata: 1h:51 - Spettatori: 60  | Bielorussia | 3 - 1 | Serbia      | 25-21, 25-21, 21-25, 25-17        |
| 13 aprile 2018 Hristo Botev Hall, Sofia Durata: 1h:55 - Spettatori: 350 | Bulgaria    | 3 - 2 | Russia      | 25-18, 23-25, 25-17, 19-25, 15-12 |
| 13 aprile 2018 Hristo Botev Hall, Sofia Durata: 1h:39 - Spettatori: 150 | Ungheria    | 1 - 3 | Slovenia    | 18-25, 20-25, 25-22, 14-25        |
| 14 aprile 2018 Hristo Botev Hall, Sofia Durata: 1h:31 - Spettatori: 50  | Russia      | 3 - 1 | Bielorussia | 21-25, 25-16, 25-17, 25-13        |
| 14 aprile 2018 Hristo Botev Hall, Sofia Durata: 1h:58 - Spettatori: 100 | Slovenia    | 1 - 3 | Serbia      | 28-26, 22-25, 20-25, 20-25        |
| 14 aprile 2018 Hristo Botev Hall, Sofia Durata: 2h:10 - Spettatori: 450 | Ungheria    | 2 - 3 | Bulgaria    | 25-18, 20-25, 31-29, 23-25, 7-15  |
| 15 aprile 2018 Hristo Botev Hall, Sofia Durata: 1h:44 - Spettatori: 100 | Serbia      | 1 - 3 | Russia      | 18-25, 25-22, 21-25, 21-25        |
| 15 aprile 2018 Hristo Botev Hall, Sofia Durata: 1h:33 - Spettatori: 550 | Bulgaria    | 1 - 3 | Slovenia    | 18-25, 25-19, 17-25, 18-25        |
| 15 aprile 2018 Hristo Botev Hall, Sofia Durata: 1h:29 - Spettatori: 60  | Bielorussia | 3 - 0 | Ungheria    | 25-20, 25-18, 25-21               |
| 17 aprile 2018 Hristo Botev Hall, Sofia Durata: 1h:35 - Spettatori: 65  | Slovenia    | 1 - 3 | Russia      | 23-25, 18-25, 25-21, 12-25        |
| 17 aprile 2018 Hristo Botev Hall, Sofia Durata: 1h:57 - Spettatori: 230 | Bulgaria    | 3 - 2 | Bielorussia | 21-25, 16-25, 25-19, 25-21, 15-13 |
| 17 aprile 2018 Hristo Botev Hall, Sofia Durata: 1h:46 - Spettatori: 50  | Ungheria    | 1 - 3 | Serbia      | 25-19, 21-25, 23-25, 22-25        |
| 18 aprile 2018 Hristo Botev Hall, Sofia Durata: 1h:47 - Spettatori: 50  | Bielorussia | 1 - 3 | Slovenia    | 25-27, 22-25, 25-20, 19-25        |
| 18 aprile 2018 Hristo Botev Hall, Sofia Durata: 1h:07 - Spettatori: 50  | Russia      | 3 - 0 | Ungheria    | 25-21, 25-4, 25-22                |
| 18 aprile 2018 Hristo Botev Hall, Sofia Durata: 1h:39 - Spettatori: 430 | Serbia      | 1 - 3 | Bulgaria    | 19-25, 21-25, 25-20, 22-25        |

##### Classifica
| Pos. | Squadra     | Pt | G | V | P | SV | SP | Ratio | PF  | PS  | Ratio |
| ---- | ----------- | -- | - | - | - | -- | -- | ----- | --- | --- | ----- |
| 1.   | Russia      | 13 | 5 | 4 | 1 | 14 | 6  | 2,333 | 461 | 388 | 1,188 |
| 2.   | Bulgaria    | 9  | 5 | 4 | 1 | 13 | 10 | 1,300 | 494 | 487 | 1,014 |
| 3.   | Slovenia    | 9  | 5 | 3 | 2 | 11 | 9  | 1,222 | 456 | 443 | 1,029 |
| 4.   | Bielorussia | 7  | 5 | 2 | 3 | 10 | 10 | 1,000 | 436 | 438 | 0,995 |
| 5.   | Serbia      | 6  | 5 | 2 | 3 | 9  | 11 | 0,818 | 451 | 469 | 0,961 |
| 6.   | Ungheria    | 1  | 5 | 0 | 5 | 4  | 15 | 0,266 | 380 | 453 | 0,838 |

      Qualificata alle semifinali per il primo posto.
      Qualificata alle semifinali per il quinto posto.

#### Girone II

##### Risultati
| 13 aprile 2018 Arena Armeec, Sofia Durata: 1h:36 - Spettatori: 50  | Germania    | 3 - 1 | Paesi Bassi | 21-25, 25-18, 25-16, 25-17        |
| 13 aprile 2018 Arena Armeec, Sofia Durata: 1h:54 - Spettatori: 50  | Turchia     | 3 - 1 | Ucraina     | 25-23, 26-24, 16-25, 27-25        |
| 13 aprile 2018 Arena Armeec, Sofia Durata: 1h:36 - Spettatori: 50  | Romania     | 1 - 3 | Italia      | 14-25, 25-22, 11-25, 19-25        |
| 14 aprile 2018 Arena Armeec, Sofia Durata: 1h:43 - Spettatori: 30  | Ucraina     | 1 - 3 | Germania    | 19-25, 19-25, 25-18, 23-25        |
| 14 aprile 2018 Arena Armeec, Sofia Durata: 1h:00 - Spettatori: 50  | Italia      | 3 - 0 | Paesi Bassi | 25-14, 25-12, 25-12               |
| 14 aprile 2018 Arena Armeec, Sofia Durata: 2h:06 - Spettatori: 60  | Romania     | 2 - 3 | Turchia     | 23-25, 24-26, 28-26, 25-17, 9-15  |
| 15 aprile 2018 Arena Armeec, Sofia Durata: 1h:33 - Spettatori: 40  | Paesi Bassi | 3 - 1 | Ucraina     | 18-25, 25-19, 25-16, 25-18        |
| 15 aprile 2018 Arena Armeec, Sofia Durata: 1h:32 - Spettatori: 60  | Turchia     | 1 - 3 | Italia      | 15-25, 16-25, 25-14, 18-25        |
| 15 aprile 2018 Arena Armeec, Sofia Durata: 1h:26 - Spettatori: 70  | Germania    | 3 - 0 | Romania     | 27-25, 26-24, 25-16               |
| 17 aprile 2018 Arena Armeec, Sofia Durata: 1h:01 - Spettatori: 50  | Italia      | 3 - 0 | Ucraina     | 25-14, 25-17, 25-12               |
| 17 aprile 2018 Arena Armeec, Sofia Durata: 2h:07 - Spettatori: 80  | Turchia     | 3 - 2 | Germania    | 25-12, 25-22, 22-25, 25-27, 17-15 |
| 17 aprile 2018 Arena Armeec, Sofia Durata: 1h:47 - Spettatori: 70  | Romania     | 3 - 2 | Paesi Bassi | 25-19, 21-25, 17-25, 25-21, 15-11 |
| 18 aprile 2018 Arena Armeec, Sofia Durata: 1h:06 - Spettatori: 50  | Germania    | 0 - 3 | Italia      | 16-25, 11-25, 13-25               |
| 18 aprile 2018 Arena Armeec, Sofia Durata: 1h:55 - Spettatori: 50  | Ucraina     | 3 - 2 | Romania     | 22-25, 25-20, 14-25, 25-23, 15-12 |
| 18 aprile 2018 Arena Armeec, Sofia Durata: 1h:39 - Spettatori: 100 | Paesi Bassi | 1 - 3 | Turchia     | 21-25, 19-25, 25-21, 18-25        |

##### Classifica
| Pos. | Squadra     | Pt | G | V | P | SV | SP | Ratio | PF  | PS  | Ratio |
| ---- | ----------- | -- | - | - | - | -- | -- | ----- | --- | --- | ----- |
| 1.   | Italia      | 15 | 5 | 5 | 0 | 15 | 2  | 7,500 | 411 | 264 | 1,556 |
| 2.   | Turchia     | 10 | 5 | 4 | 1 | 13 | 9  | 1,444 | 487 | 479 | 1,016 |
| 3.   | Germania    | 10 | 5 | 3 | 2 | 11 | 8  | 1,375 | 408 | 416 | 0,980 |
| 4.   | Romania     | 4  | 5 | 1 | 4 | 8  | 14 | 0,571 | 451 | 486 | 0,928 |
| 5.   | Paesi Bassi | 4  | 5 | 1 | 4 | 7  | 13 | 0,538 | 391 | 448 | 0,872 |
| 6.   | Ucraina     | 2  | 5 | 1 | 4 | 6  | 14 | 0,428 | 405 | 460 | 0,880 |

      Qualificata alle semifinali per il primo posto.
      Qualificata alle semifinali per il quinto posto.

### Fase finale

#### Finali 1º e 3º posto
|  | Semifinali | Semifinali | Semifinali |                 |    | Finale | Finale   | Finale |
|  |            |            |            |                 |    |        |          |        |
|  | 1I         | Russia     | 3          |                 |    |        |          |        |
|  | 1I         | Russia     | 3          |                 |    |        |          |        |
|  | 2II        | Turchia    | 0          |                 |    |        |          |        |
|  | 2II        | Turchia    | 0          |                 | 1I | Russia | 3        |        |
|  |            |            |            |                 | 1I | Russia | 3        |        |
|  |            |            |            |                 |    | 1II    | Italia   | 1      |
|  | 1II        | Italia     | 3          |                 |    | 1II    | Italia   | 1      |
|  | 1II        | Italia     | 3          |                 |    |        |          |        |
|  | 2I         | Bulgaria   | 1          |                 |    |        |          |        |
|  | 2I         | Bulgaria   | 1          | Finale 3° posto |    |        |          |        |
|  |            |            |            |                 |    |        |          |        |
|  |            |            |            |                 |    | 2II    | Turchia  | 3      |
|  |            |            |            |                 |    | 2II    | Turchia  | 3      |
|  |            |            |            |                 |    | 2I     | Bulgaria | 1      |

##### Semifinali
| 20 aprile 2018 Hristo Botev Hall, Sofia Durata: 1h:23 - Spettatori: 250 | Russia | 3 - 0 | Turchia  |  |
| 20 aprile 2018 Hristo Botev Hall, Sofia Durata: 1h:41 - Spettatori: 850 | Italia | 3 - 1 | Bulgaria |  |

##### Finale 3º posto
| 21 aprile 2018 Hristo Botev Hall, Sofia Durata: 1h:34 - Spettatori: 725 | Turchia | 3 - 1 | Bulgaria |  |

##### Finale
| 21 aprile 2018 Hristo Botev Hall, Sofia Durata: 1h:57 - Spettatori: 400 | Russia | 3 - 1 | Italia |  |

#### Finali 5º e 7º posto
|  | Semifinali | Semifinali  | Semifinali |                 |     | Finale 5º posto | Finale 5º posto | Finale 5º posto |
|  |            |             |            |                 |     |                 |                 |                 |
|  | 3I         | Slovenia    | 2          |                 |     |                 |                 |                 |
|  | 3I         | Slovenia    | 2          |                 |     |                 |                 |                 |
|  | 4II        | Romania     | 3          |                 |     |                 |                 |                 |
|  | 4II        | Romania     | 3          |                 | 4II | Romania         | 3               |                 |
|  |            |             |            |                 | 4II | Romania         | 3               |                 |
|  |            |             |            |                 |     | 4I              | Bielorussia     | 0               |
|  | 4I         | Bielorussia | 3          |                 |     | 4I              | Bielorussia     | 0               |
|  | 4I         | Bielorussia | 3          |                 |     |                 |                 |                 |
|  | 3II        | Germania    | 1          |                 |     |                 |                 |                 |
|  | 3II        | Germania    | 1          | Finale 7º posto |     |                 |                 |                 |
|  |            |             |            |                 |     |                 |                 |                 |
|  |            |             |            |                 |     | 3I              | Slovenia        | 2               |
|  |            |             |            |                 |     | 3I              | Slovenia        | 2               |
|  |            |             |            |                 |     | 3II             | Germania        | 3               |

##### Semifinali
| 20 aprile 2018 Hristo Botev Hall, Sofia Durata: 2h:01 - Spettatori: 50 | Slovenia    | 2 - 3 | Romania  | 24-26, 25-18, 25-20, 25-27, 10-15 |
| 20 aprile 2018 Hristo Botev Hall, Sofia Durata: 1h:45 - Spettatori: 30 | Bielorussia | 3 - 1 | Germania | 17-25, 25-23, 26-24, 25-19        |

##### Finale 7º posto
| 21 aprile 2018 Hristo Botev Hall, Sofia Durata: 1h:57 - Spettatori: 30 | Slovenia | 2 - 3 | Germania | 25-23, 25-19, 17-25, 20-25, 7-15 |

##### Finale 5º posto
| 21 aprile 2018 Hristo Botev Hall, Sofia Durata: 1h:12 - Spettatori: 30 | Romania | 3 - 0 | Bielorussia | 25-16, 25-21, 25-11 |

## Podio

### Campione
Formazione: 1 Elizaveta Kochurina, 2 Valeriia Perova, 4 Polina Matveeva, 7 Elizaveta Gosheva, 8 Vita Akimova, 9 Elizaveta Popova, 10 Ortal Ivgi, 11 Alexandra Murushkina, 13 Varvara Shubina, 14 Elizaveta Apalikova, 15 Valeriia Gorbunova, 16 Natalia Slautina, CT: Svetlana Safranova

### Secondo posto
Formazione: 3 Sophie Blasi, 4 Alessia Bolonetti, 5 Katarina Bulović, 6 Emma Cagnin, 7 Claudia Consoli, 8 Sara Cortella, 11 Giorgia Frosini, 12 Emma Graziani, 13 Sofia Monza, 14 Linda Nwakalor, 15 Loveth Omoruyi, 16 Anna Pelloia, CT: Marco Mencarelli

### Terzo posto
Formazione: 1 Hilal Kocakara, 2 Sude Hacımustafaoğlu, 3 Melisa Temiz, 8 Çağla Salih, 9 Sabire Karacaova, 11 Hanife Özaydınlı, 13 Tuna Çetinay, 14 Pelin Eroktay, 16 Damla Tokman, 17 İpar Kurt, 20 Elif Eriçek, 21 Gülce Güçtekin, CT: Bülent Güneş

## Classifica finale
| Pos     | Squadra     | Qualificazione                    |
| ------- | ----------- | --------------------------------- |
| Oro     | Russia      | Campionato mondiale under 18 2019 |
| Argento | Italia      | Campionato mondiale under 18 2019 |
| Bronzo  | Turchia     | Campionato mondiale under 18 2019 |
| 4       | Bulgaria    | Campionato mondiale under 18 2019 |
| 5       | Romania     | Campionato mondiale under 18 2019 |
| 6       | Bielorussia | Campionato mondiale under 18 2019 |
| 7       | Germania    |                                   |
| 8       | Slovenia    |                                   |
| 9       | Serbia      |                                   |
| 10      | Paesi Bassi |                                   |
| 11      | Ucraina     |                                   |
| 12      | Ungheria    |                                   |

## Premi individuali
| Premio                 | Nome                 | Squadra  |
| ---------------------- | -------------------- | -------- |
| MVP                    | Valerija Gorbunova   | Russia   |
| Miglior palleggiatrice | Polina Matveeva      | Russia   |
| Miglior opposto        | Sude Hacımustafaoğlu | Turchia  |
| Miglior schiacciatrice | Aleksandra Georgieva | Bulgaria |
| Miglior schiacciatrice | Loveth Omoruyi       | Italia   |
| Miglior centrale       | Elizaveta Kochurina  | Russia   |
| Miglior centrale       | Claudia Consoli      | Italia   |
| Miglior libero         | Gülce Güçtekin       | Turchia  |